# North Ferriby
North Ferriby es una localidad situada en el condado de Yorkshire del Este, en Inglaterra (Reino Unido), con una población estimada a mediados de 2016 de 3577 habitantes.
Se encuentra ubicada al este de la región Yorkshire y Humber, cerca de la costa del mar del Norte, del estuario del Humber y de las ciudades de Kingston upon Hull y Beverley —la capital del condado—.
En 1937, en la orilla norte del estuario del Humber próxima a esta localidad, fueron descubiertos los barcos de Ferriby, las que se consideran las embarcaciones europeas más antiguas construidas con tablones de madera, datadas las más antiguas en torno al año 1900 a. C.